# Jezioro Dolskie Wielkie
Jezioro Dolskie (pol. hist. Banie) – jezioro w Polsce, położone na Pojezierzu Krzywińskim. Nad akwenem położone jest miasto Dolsk oraz dawna wieś Jaskółki.

## Opis
Jezioro charakteryzuje się prostą, niezalesioną linią brzegową. Nad brzegiem położony jest rezerwat przyrody Miranowo.

## Nazwa
Dawniej jezioro nosiło nazwę "Banie". Odnotowały ją pierwsze zachowane zapisy pochodzące ze średniowiecza: z połowy XV wieku "Ban", 1493 "Bany", 1513 "Banie", 1560 "Ban", a w 1637 wspomniane we fragmencie „Banie czyli Dolskie Jezioro”.

## Historia
W XV wieku leżało ono na terenie klucza dolskiego w powiecie kościańskim województwa poznańskiego w Koronie Królestwa Polskiego. Było wówczas własnością biskupów gnieźnieńskich, którzy byli właścicielami miasta Dolsk oraz całego klucza dolskiego.
Okolice jeziora opisano w historycznych dokumentach sporządzanych w trakcie wyznaczania granic pomiędzy lokalnymi majętnościami. W 1493 do sądu ziemskiego wniesiono pozew o rozgraniczenie wsi Brzednia oraz Lubiatowo Małe gdzie wzmiankowano o łąkach nad jeziorem Banie. Wspomniano również miejsce zwane "Nart" znajdujące się przy brzegu jeziora Banie, oblane zewsząd jego wodami, które uważano za kopiec narożny pomiędzy dziedziną Banie, czyli miastem Dolsk, Lubiatowem Małym oraz Brzednią. W tym samym roku wpłynął również pozew o rozgraniczenie Kotowa z miastem Dolsk oraz Lubiatowa Małego. Granica między miejscowościami biegła od brodu, który uważano za kopiec narożny pomiędzy Kotowem, Lubiatowem oraz Lubiatowem Małym stały kopce graniczne pomiędzy Dolskiem i Lubiatowem Małym aż do bagna i łąk nad jeziorem Banie i dalej do strugi, która stanowiła granicę aż do jeziora Banie.
W 1513 król polski Zygmunt I Stary potwierdził rozgraniczenie pomiędzy miastem Dolsk, a jeziorem należącym do tego miasta (jeziorem Banie) oraz wsią Brzednia i Lubiatowem Małym. Granica dochodziła do łąk nad jeziorem Banie, które z powodu niedostępności w wyniku zalania ich miały zostać rozgraniczone później. W 1560 Maciej Wilkowski pozwał Katarzynę Lubiatowską, wdowa po Wiktorynie Lubiatowskim oraz jej synów Kaspra, Mateusza, Wawrzyńca, Wiktoryna i Wojciecha, właścicieli części w Lubiatowie Małym o to, że wdarli się gwałtem w stary rów płynący przez łąkę Macieja z jeziora Banie do innego jeziora niszcząc urządzenia do połowu ryb. W 1564 w kluczu dolskim biskupstwa poznańskiego odnotowano, przy Dolsku jezioro wielkie zwane Banie, a na nim 18 toni niewodowych.
Biskupi poznańscy wynajmowali jezioro lokalnym rybakom, którzy płacili za prawo do połowu. Wynajmowali oni okoliczne jeziora rozlokowane wokół miasta płacąc w połowie XV wieku po 4 grzywny od włoku. W 1563 odnotowano 7 włoków. W 1563 rybacy od saków i od mrzeży odali do Dolska w ramach podatku 2,5 grzywny. Opłaty zwanej gatne rybacy płacili od połowów 8 grzywien rocznie
Według ustaleń historyków na północno-wschodnim brzegu Jeziora Dolskiego Wielkiego znajdował się w średniowieczu dwór biskupi. Świadczą o tym przekazy historyczne: w 1418 odnotowano izbę mniejszą dworu biskupiego. W 1446 wspomniany został dwór biskupi, a w 1456 odnotowano izbę białą niższą skierowaną w stronę jeziora Banie. Z 1456 pochodzi kolejny zapis o izbie dworu biskupiego, zwróconej w stronę jeziora oraz wiadomość z 1476 o domu biskupim, położonym w stronę winnicy, która musiała mieć południową wystawę, a więc znajdować się na północnym brzegu jeziora. W średniowieczu na brzegach jeziora uprawiano winogrona i wytwarzano z nich lokalne wino dolskie. Z 1430 zachował się zapis, że biskup poznański na prośbę kapituły dał dla katedry poznańskiej beczkę wina mszalnego z miasta Dolsk.
W 1927 Komisja Geograficzna Polskiej Akademii Umiejętności przeprowadziła badania limnologiczne akwenu.